# ソリフェナシン
ソリフェナシン（Solifenacin）は、抗コリン薬に分類される膀胱平滑筋の収縮を抑制する薬物である。頻尿と尿意切迫感、時として尿失禁を伴う過活動膀胱症候群の治療に用いられる。アステラス製薬からコハク酸塩がベシケア（VesiCare、2.5mgと5mg）の商標で2005年より販売されている。

## 薬理

### 作用機序
ソリフェナシンは競合的なムスカリン受容体拮抗薬である。副交感神経から放出されるアセチルコリンは膀胱平滑筋上のムスカリン受容体、特にM3受容体に結合し、膀胱の収縮およびその結果としての排尿を誘発する。 アセチルコリンのM3受容体への結合を阻害することにより、ソリフェナシンは膀胱平滑筋の緊張を低下させ、膀胱が多くの尿を蓄えることを可能にして、排尿回数、尿意切迫感および尿失禁回数を減少させる。消失半減期が50時間と長いため、1日1回のソリフェナシン服用で24時間に亘って膀胱平滑筋の緊張を低減させることが可能である。

## 副作用
その作用メカニズムから、口渇他、以下の副作用がありうる。国内で過活動膀胱患者を対象にした1,267例中、副作用発現症例は577例（45.5％）で、口内乾燥が358例（28.3％）、便秘182例（14.4％）、霧視42例（3.3％）であった。
- アナフィラキシーショック
- 肝機能障害（AST（GOT）、ALT（GPT）、γ-GTP、Al-Pの上昇、総ビリルビン上昇等）
- 尿閉
- QT延長、心室頻拍、房室ブロック、洞不全症候群、高度徐脈。
- 麻痺性レイウス
- 幻覚、譫妄。
- （急性緑内障発作）―類薬

## 使用上の注意
腎機能障害の程度によって少ない量から開始される。
従来の抗コリン薬に比べて、ムスカリン受容体拮抗作用が膀胱選択的であるため、抗コリン薬特有の副作用は少なくなっているが、皆無ではないため、特に投与開始初期は注意が必要。尿路感染症、尿路結石、膀胱癌や前立腺癌、などの下部尿路における新生物など、事前に過活動膀胱類似の症状を示す疾患を尿検査などで除外し、前立腺肥大症など下部尿路閉塞疾患を合併する患者には、α1遮断薬の投与などの治療を優先する。